# Koonawarra
Koonawarra är en förort i Australien.   Den ligger i kommunen City of Wollongong och delstaten New South Wales, i den sydöstra delen av landet, 180 km nordost om huvudstaden Canberra. Koonawarra ligger 20 meter över havet och antalet invånare är 3 630.
Terrängen runt Koonawarra är platt åt sydost, men åt nordväst är den kuperad. Havet är nära Koonawarra åt sydost. Trakten är tätbefolkad. Närmaste större samhälle är Wollongong, 11,6 km nordost om Koonawarra. 